# Українська гуманітарна місія в Грузії (1993)
Українська гуманітарна місія в Грузії — спецоперація Збройних сил України з евакуації грузинських біженців в горах Сванетії під час завершення Абхазько-грузинські війни у жовтні 1993 року. Ця місія українських пілотів стала першою, проведеною Україною самостійно, без допомоги міжнародних організацій.
Всього з 10 по 14 жовтня 1993 року українські пілоти на 17 вертольотах, під обстрілами абхазько-російських військ виконали 291 виліт та врятували від етнічних чисток понад 7643 людини. Тим, хто залишився, було привезено 487 тонн гуманітарної допомоги.

## Передумови
Війна в Абхазії завершилася 30 вересня 1993 року. Однак закінчення гострої фази протистояння призвело до появи де-факто незалежної самопроголошеної держави Абхазія та етнічних чисток грузин на її заявленій території. Грузинське населення Сванетії стало масово залишати свої будинки і через гірські перевали намагалося дістатися до центральної Грузії. Всього біженцями в Абхазії стали 250 тисяч грузин.
Цим біженцям було дуже непросте випробування — крім банд мародерів, на їхньому шляху встали погодні умови — раптове похолодання і обмерзання застало в горах десятки тисяч біженців. Грузинські біженці застрягли на висоті 3000 метрів, без теплого одягу, води та їжі вони почали помирати від виснаження.
Була спроба грузинських військ і самостійно виконати це завдання. У вересні 1993 року, Мі-8Т ВПС Грузії перевозив біженців з Сакен в Кутаїсі. Але під час чергового повернення в Сакени вертоліт через технічну несправність врізався в гору.
Після цього уряд Грузії негайно звернувся до цілого ряду країн за допомогою, 7 жовтня 1993 року Президент Грузії Едуард Шеварднадзе зателефонував Президенту України Леоніду Кравчуку та попросив допомоги з евакуацією біженців, на що український президент погодився допомогти.

## Підготовка

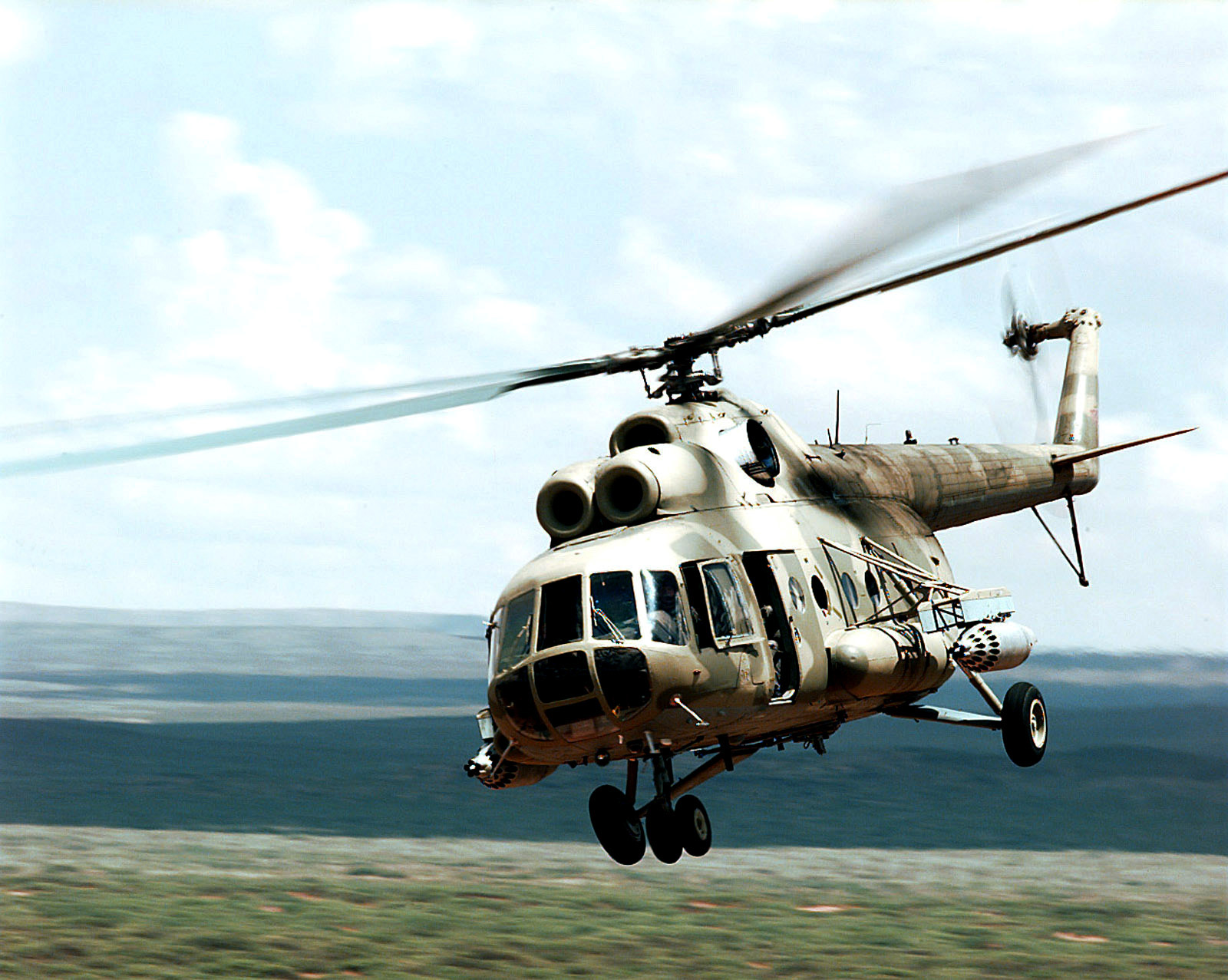
Мі-8

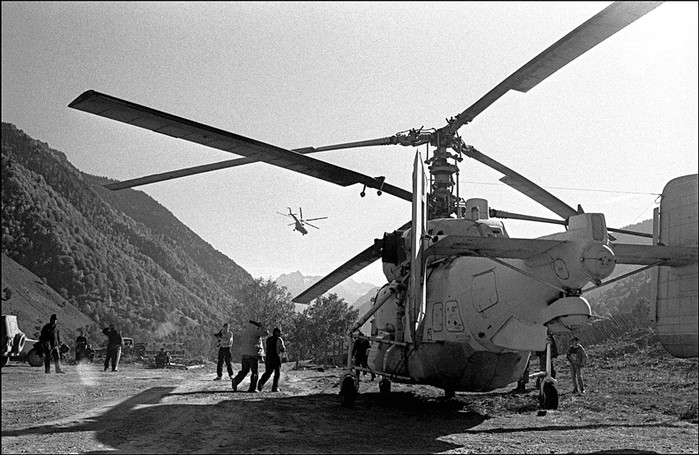
Ка-27 ВМС ЗСУ у Сванетії фото Павла Пащенка 13-10-1993 Сванетія

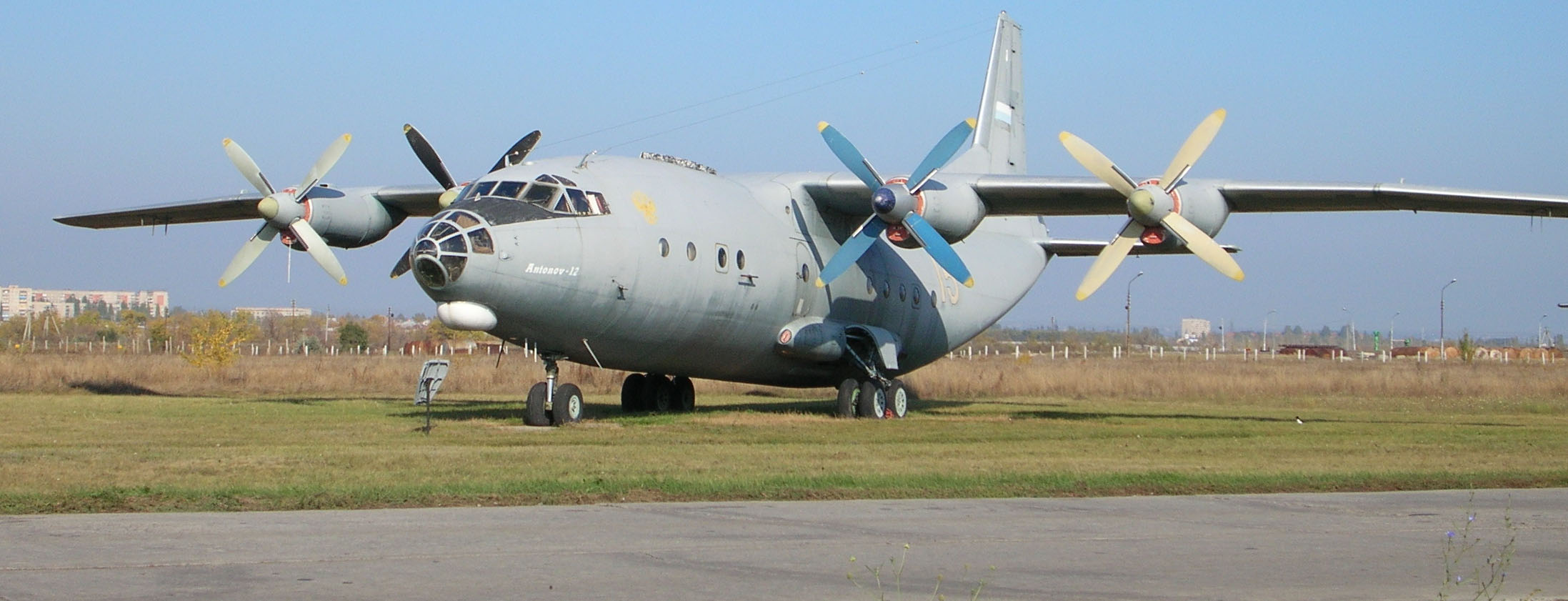
Ан-12

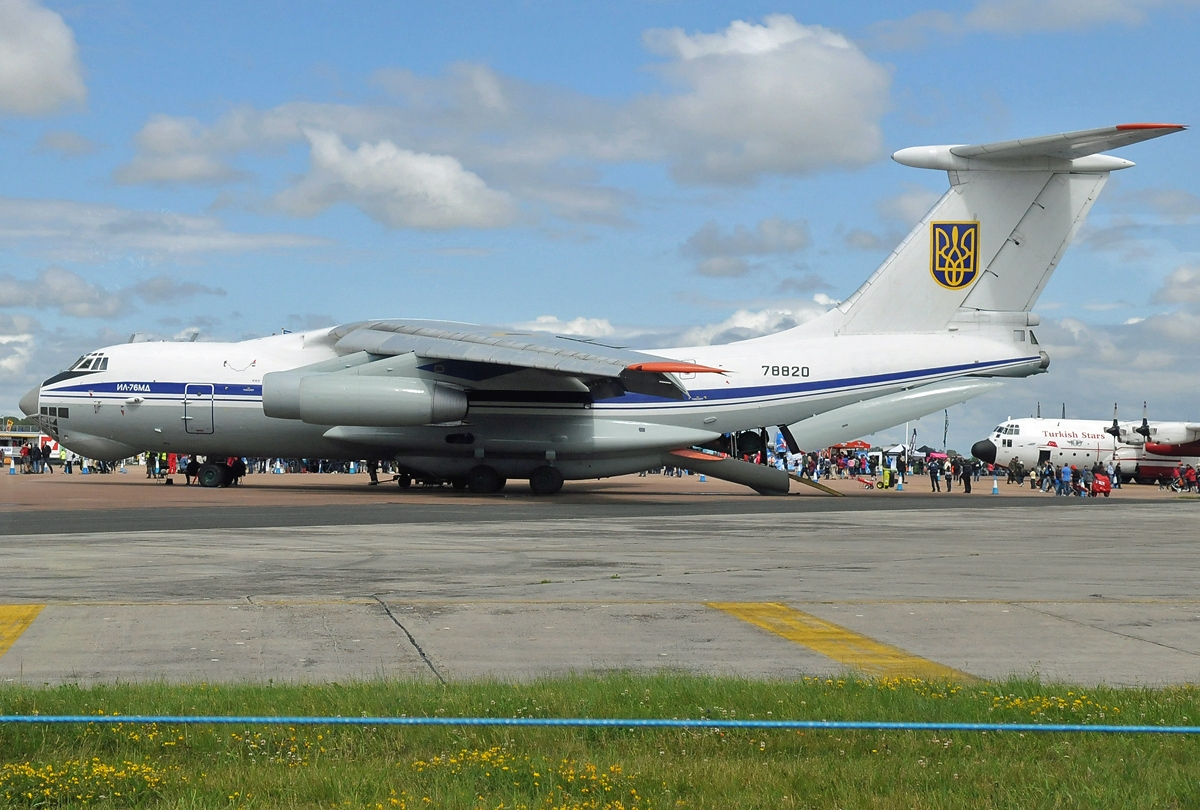
Іл-76

Уряд України вирішив відправити до Грузії зведений загін вертолітників, який було доручено сформувати командуванню колишньої 5-ї Повітряної армії (генерал-лейтенант Віктор Стрельников).
За короткий час група була сформована, її очолив заступник командувача 5 ПА з бойової підготовки генерал-майор Євген Власенко.
Основу групи склали:
- 15 вертольотів Мі-8 зі складу 488-го окремого вертолітного полку (аеродром базування — Вапнярка) та 320-го окремого вертолітного полку (Херсон),

- 2 вертольоти морської авіації Ка-27 555-го окремого протичовнового вертолітного полку (Саки),

- 1 літак Ан-12, який перевозив в Грузію групу керівництва та підрозділи забезпечення.

- 3 літаки Іл-76 25-го військово-транспортного полку, що доставили гуманітарний вантаж з Кельна у Тбілісі.

Якщо вибір вертольота Мі-8 (а в групу виділили найновіші Мі-8МТВ випуску 1989 та 1990 років) був певною мірою закономірний, то включення до складу групи Ка-27 було вкрай необхідним з огляду важких високогірних умов та відсутності майданчиків для зльоту і посадки.
Всього в групу увійшов 131 військовослужбовець, сама вертолітна команда налічувала 90 осіб.

## Перебіг подій
8 жовтня 1993 року в Грузію був направлений літак Ан-12 ВПС України, який доставив військову групу рекогностування в кількості 9 осіб для оцінки ситуації підготовки плану рятувальної операції, керівник групи — генерал-майор Петров Юрій Миколайович.
Того ж дня був розпочато передислокацію 17 вертольотів з Вапнярки, Херсону та Саків в Кутаісі, що був завершений через два дні — 10 жовтня.
10 жовтня 17 вертольотів з аеродрому Копітнарі почали евакуацію потерпілих з гірських перевалів. Головним завданням став порятунок людей, тому дуже часто медичну допомогу надавали прямо на місці.
Тільки за перший напружений день було врятовано 570 осіб, на другий — 2162. П'ять днів українські екіпажі працювали практично на межі фізичних можливостей людини.
«Для нас головним був порятунок ослабших людей, але тим, хто залишався в горах, теж потрібно було передати всю допомогу, щоб вони протрималися до прильоту наступного вертольота. Найважче доводилося дітям. Ми були змушені надавати первинну допомогу хворим і ослабшим людям на місці. У перший день ми врятували 600 чоловік, у другій — приблизно дві тисячі.
Тоді ніхто не думав про відпочинок і всі розуміли, що необхідно врятувати людей, які знаходилися в горах у вкрай важких умовах. Ми вставали в 4:00 ранку, починали літати в 5-6 годин. Поверталися на 40-50 хвилин для дозаправки і знову відлітали. Роботу закінчували пізно.
Люди чекали нас, ми піднімали на борт 40 осіб і вже не звертали на це увагу, в той час як норма становить 24 людини. Були випадки, коли апарат сідав на дві точки, тобто два колеса знаходились на карнизі, а одне залишалося в повітрі. Ми молилися, щоб дотягнути до аеродрому.»— Згадка учасника операції, полковника Валерія Чалого
Маршрут був відносно простий — Сакени, Чубері, Генцвіши — аеропорт Кутаїсі. Проте кожен виліт був на межі можливостей — незважаючи на добре видимі «червоні хрести» практично щодня по вертольотах вели вогонь із землі.
«Наш вертоліт перевалив через добре знайомий перевал і опинився під обстрілом. Я відразу нічого не зрозумів, а ось „афганець“ Харін, швидко зорієнтувавшись, різко кинув машину до землі, виводячи її з сектора обстрілу. З-під обстрілу вертоліт командир вивів, проте трохи не розрахував швидкість маневру і масу завантаженої машини. У результаті ми здійснили надто вже прискорену посадку, яку навряд чи можна назвати вдалою — мало не розбилися.»— Згадка учасника операції, борттехніка Олександра Малюського
Всього за 10—14 жовтня 1993 року українські вертолітники виконали 291 виліт, при цьому загальний наліт склав 271,3 годин. В район лиха доставлено 487 тонн гуманітарних вантажів (продукти харчування, медикаменти, ПММ та одяг.), в безпечні райони доставлено 7643 людини. На операцію було використано 189,6 тонн палива.
16 жовтня вертолітна група повернулась на свої пункти базування в Україні.
22, 23 та 25 жовтня 1993 року три літаки Іл-76 ВПС України, 25-го військово-транспортного полку доставили гуманітарний вантаж з Кельна у Тбілісі, після чого повернулись в пункт базування — Мелітополь. Було доставлено понад 50 тонн гуманітарного вантажу.
26 жовтня 1993 року операція була повністю завершена.

## Оцінки та вшанування пілотів
Пізніше, вже в кінці гуманітарної місії, один з представників ООН, що мав великий досвід роботи, зізнався, що був упевнений — менше ніж за місяць вертолітний загін місії ООН не міг бути готовим для виконання подібних завдань та ще й у таких умовах, українські ж авіатори мали підготовку менше доби.
Практично всіх учасників місії нагородили від імені президента Грузії Едуарда Шеварнадзе 26 травня 2003 року — у День відновлення державної незалежності Грузії.
Від Міністерства оборони України, в грудні 1993 року всім екіпажам були виплачені грошові премії.